# شانتال أكرمان
شانتال أكرمان (بالفرنسية: Chantal Akerman)‏ (و. 1950 – 2015 م) هي مخرجة سينمائية، وممثلة، وكاتبة سيناريو، ومنتجة أفلام، وأستاذة جامعية، وفنانة تشكيلية من بلجيكا .
توفيت في باريس .

## مناصب وهيئات
أدارت European Graduate School، وجامعة مدينة نيويورك.

## جوائز
حصلت على جوائز منها:
- Commander of the Order of Leopold (2004).

## روابط خارجية
- شانتال أكرمان على موقع IMDb (الإنجليزية)
- شانتال أكرمان على موقع الموسوعة البريطانية (الإنجليزية)
- شانتال أكرمان على موقع مونزينجر (الألمانية)
- شانتال أكرمان على موقع ألو سيني (الفرنسية)
- شانتال أكرمان على موقع ميوزك برينز (الإنجليزية)
- شانتال أكرمان على موقع تيرنر كلاسيك موفيز (الإنجليزية)
- شانتال أكرمان على موقع أول موفي (الإنجليزية)
- شانتال أكرمان على موقع قاعدة بيانات الأفلام السويدية (السويدية)
- شانتال أكرمان على موقع ديسكوغز (الإنجليزية)
- شانتال أكرمان على موقع قاعدة بيانات الفيلم (الإنجليزية)